# 1714 Sy
1714 Sy este un asteroid din centura principală, descoperit pe 25 iulie 1951, de Louis Boyer.